# Krystyna Babirecka
Krystyna Babirecka, z d. Bernacka (ur. 24 lipca 1936, zm. 28 listopada 2016) – polska trener jeździectwa, współpracująca z reprezentacją Polski w pięcioboju nowoczesnym, razem z Bolesławem Bogdanem, Zbigniewem Katnerem i Zbigniewem Kuciewiczem wybrana w 1977 trenerem roku przez Przegląd Sportowy.

## Życiorys
Ukończyła studia zootechniczne w Wyższej Szkole Rolniczej w Poznaniu, od 1960 pracowała w Państwowym Stadzie Ogierów w Kwidzynie, gdzie zajmowała się szkoleniem jeźdźców i przygotowaniem koni do konkurencji WKKW. Od 1966 pracowała w sekcji jeździeckiej CWKS Legia Warszawa, w latach 1967-1981 należała do sztabu trenerskiego reprezentacji Polski w pięcioboju nowoczesnym. W tym charakterze uczestniczyła w sukcesach polskiego pięcioboju nowoczesnego w latach 70. (m.in. złotych medalach Igrzysk Olimpijskich (1976) i mistrzostw świata (1977) Janusza Pyciaka-Peciaka oraz dwóch złotych medalach MŚ polskiej drużyny w 1977 i 1978). W 1977 razem z pozostałymi członkami sztabu trenerskiego (Bolesław Bogdan, Zbigniew Katner, Zbigniew Kuciewicz) została wybrana trenerem roku przez Przegląd Sportowy.
Współpracowała w przygotowaniach aktorów do występów jeździeckich, m.in. w filmach Hrabina Cosel, Pan Wołodyjowski, Wilcze echa. Po przejściu na emeryturę zajmowała się hodowlą psów rasowych,
Jej drugim mężem był Marian Babirecki.